# Zona Arqueológica de Peralta
Peralta é uma zona arqueológica localizada nas cercanias da comunidade de Peralta, no município de Abasolo, estado de Guanajuato, no México a uns 40 km² a leste do município. Se estima que este assentamento teve origem no pré-colombiano surgiu entre os anos 200 e 700 d. C, nas ladeiras do Rio Lerma por uma civilização atualmente desconhecida, que se lhe foi atribuído o nome de "El Bajío", mais ainda se encontra em discussão se realmente foi um assentamento chichimeca.
Descoberto em 1973 por estudantes da Escola Nacional de Antropologia, Peralta foi contemporânea ao sítio arqueológico de Plazuelas, suas construções se caracterizam por possuir pátios fundidos delimitados por templos, colocados nos quatro extremos e por estar fechado na base. Suas instalações foram abertas ao público oficialmente em 4 de dezembro de 2008.

## Sítio Arqueológico
O assentamento esta formado por diversos conjuntos arquitetônicos, distribuídos em seis grandes grupos, entre os que se destacam a zona do núcleo e cinco assentamentos periféricos, todos eles na ladeira da Colina Peralta. Quatro conjuntos se localizam no centro e são conhecidos como 'El Divisadero', 'La mesita de los Gallos', o conjunto 3 “Celes” e o conjunto 4 “Rancho”.
Na área periférica se encontram também outros conjuntos arquitetônicos relacionados, destacando os conhecidos como 'La Yácata del Chan' 'La Yácata del Fraile', 'La Crucita' e 'Cerrito de Mares'. Em todos eles foram encontrados evidências de pátios fundidos em algumas de suas oito possíveis variações.
As explorações arqueológicas realizadas, conseguiram revelar cerca de 50 enterros, de entre os quais se destaca o de una ossada de uma mulher acompanhada por objetos de cerâmicos e colares de concha turquesa.

## Restauração
Peralta possui uma extensão territorial de 150 hectares, semelhante a de Teotihuacán, seu auge corresponde ao desta última citada, e o início de Tula como a cidade mais poderosa da Mesoamérica. Atualmente as restaurações do sítio não alcançaram 10%, pois seus edifícios em ruínas se encontram ocupados por terras de cultivo.